# Остролодочник Ипполита
Остролодочник Ипполита (лат. Oxytropis hippolyti) — вид растений рода Остролодочник (Oxytropis) семейства Бобовые (Fabaceae).
Вид назван в честь советского ботаника Ипполита Михайловича Крашенинникова.

## Ботаническое описание
Многолетнее, бесстебельное, прижатоопушенное, стержнекорневое, каудексообразующее, травянистое, розеточное растение, (15) 20—40 (50) см высотой. Прилистники линейно-ланцетные. Листья многочисленные, покрытые прижатыми волосками, 15—25 см длиной. Листочки 17—25-парные, сидячие, ланцетные или продолговато-ланцетные, 7—20 мм длиной, 3—5 мм шириной, сверху почти голые, снизу редко прижатоволосистые.
Цветоносы превышают листья, 25—40 см высотой, кисти соцветия длинные. Соцветие 15—50-цветковое, рыхлое, колосовидное, после цветения вытягивается до 10—20 см дл. Прицветники нижних цветков 2—4 мм длиной. Чашечка трубчато-колокольчатая, 7—11 мм длиной, опушена прижатыми белыми или черно-белыми волосками. Венчик бледно-желтый. Флаг 15—20 мм дл., с обратнояйцевидной, эллиптической пластинкой, на верху слегка выемчатой. Бобы ланцетные или яйцевидно-продолговатые, 15—25 мм длиной, 6—7 мм шириной, слабоопушённые, с длинным носиком, прижато бело-опушенные короткими волосками, одногнездные, без спинной перегородки, с брюшной перегородкой, 0,5—1 мм шириной. Цветение в июне—августе; плодоношение в июле—августе.

## Распространение и экология
Эндемик Среднего Поволжья и Заволжья.
Растет в каменистых и ковыльно-разнотравных степях, по каменистым склонам долин, оврагов, балок различной экспозиции.

## Охрана
Вид включён в Красную книгу России и красные книги Республики Башкортостан, Оренбургской и Самарской областей.